# Calliandra blanchetii
Calliandra blanchetii är en ärtväxtart som beskrevs av George Bentham. Calliandra blanchetii ingår i släktet Calliandra och familjen ärtväxter. Inga underarter finns listade i Catalogue of Life.